# COVID-19-Pandemie in Kambodscha
Die COVID-19-Pandemie in Kambodscha tritt als regionales Teilgeschehen des weltweiten Ausbruchs der Atemwegserkrankung COVID-19 auf und beruht auf Infektionen mit dem Ende 2019 neu aufgetretenen Virus SARS-CoV-2 aus der Familie der Coronaviren. Die COVID-19-Pandemie breitet sich seit Dezember 2019 von China ausgehend aus. Ab dem 11. März 2020 stufte die Weltgesundheitsorganisation (WHO) das Ausbruchsgeschehen des neuartigen Coronavirus als Pandemie ein.

## Verlauf des Infektionsgeschehens

### Statistiken
Die Fallzahlen entwickelten sich während der COVID-19-Pandemie in Kambodscha wie folgt:

#### Infektionen

Bestätigte Infizierte in Kambodscha nach Daten der WHO. Oben kumuliert, unten Tageswerte

#### Todesfälle
Nach Daten der WHO gab es am 12. März 2021 den ersten Todesfall.

Bestätigte Todesfälle in Kambodscha nach Daten der WHO. Oben kumuliert, unten Tageswerte

Anmerkungen:
1. 1 2  Hier sind Fälle aufgelistet, die der WHO von nationalen Behörden mitgeteilt wurden. Da es sich um eine sehr dynamische Situation handelt, kann es zu Abweichungen bzw. zeitlichen Verzögerungen zwischen den Fällen der WHO und den Daten nationaler Behörden sowie den Angaben anderer Stellen, etwa der Johns Hopkins University (CSSE), kommen.
2. 1 2  Seit dem 17. August 2020 werden die WHO-Berichte nur noch wöchentlich veröffentlicht, enthalten dafür aber ergänzende Informationen (etwa Fälle pro eine Million Einwohner). Der letzte tägliche WHO-Report (Nr. 209, pdf) wurde am 16. August 2020 veröffentlicht.

### Jahr 2020
- Am 27. Januar wurde der erste COVID-19-Fall in Kambodscha bestätigt.[4] In den WHO-Situationsberichten tauchte dieser Fall erstmals am 28. Januar auf.[5]
- Bis zum 21. November wurden von der WHO 305 COVID-19-Fälle in Kambodscha bestätigt.[6]

### Jahr 2021
- Am 20. Februar begann ein Ausbruch mit stark gestiegenen Fallzahlen, bekannt unter dem Namen February 20 Community incident.
- Am 9. April folgte eine weitere hohe Zunahme von positiv getesteten Personen, was weitreichende Einschränkungen des öffentlichen Lebens zur Folge hatte und in den Medien als Black Friday beschrieben wurde.
- Am 29. April wurde mit 880 neuen Fällen an einem Tag ein neuer Höchstwert ermittelt. Der 7-Tage-Mittelwert ist auf 635 gestiegen.[7] Der hohe Anstieg dieser Tage wurde in den Medien als Black Week beschrieben.[8][9]
- Am 6. Mai wurde der Lockdown in Phnom Penh, bei dem die Stadt für 22 Tage abgeriegelt war, beendet. Tags zuvor wurden mit 938 neuen Fällen und einem 7-Tage-Mittelwert von 748 neue Höchstwerte ermittelt. Seitdem war der 7-Tage-Mittelwert rückläufig und aktuell bei 365 (Stand 20. Mai).
- Seit dem 21. Mai stiegen die Fallzahlen kontinuierlich an, der 7-Tage-Mittelwert lag bei 626 am 1. Juni und war damit wieder fast so hoch wie Ende April. Im Zuge dessen wurde der bestehende, in den vergangenen Tagen gelockerte, Shutdown für Einrichtungen mit erhöhtem Ansteckungsrisiko wieder verschärft und zunächst bis 16. Juni,[10] dann bis 3. Juli,[11] im Anschluss bis 23. Juli[12] und nochmals bis 6. August verlängert.[13]
- Mit 999 Neuinfektionen wurde am 30. Juni ein neuer täglicher Höchstwert erreicht.[14] Später wurde der Wert auf 1130 korrigiert.
- Nachdem die täglichen Neuinfektionen in den vergangenen drei Monaten bei circa 600 bis 800 Fällen pro Tag lagen, haben sich seit 1. Oktober die Zahlen plötzlich geviertelt und lagen nun bei einem Wert unter 200. Als Grund wurde in einem Zeitungsartikel berichtet, dass weniger und nach geänderten Testverfahren getestet wurde, ebenso wurden die Neuinfektionszahlen aus den Provinzen nicht mehr berücksichtigt. Von offizieller Seite gab es hierzu keine Stellungnahme. Berichten zur Folge beabsichtigte das Ministerium für Gesundheit, die Pandemie auf eine Endemie herabzustufen.[15][16][7]
- Am 1. November gab Premierminister Hun Sen bekannt, dass mit sofortiger Wirkung alle Restriktionen außer Kraft gesetzt sind. Tatsächlich bestanden jedoch Einreisebeschränkungen und Covid-19-Infektionsschutzregeln galten. Für Clubs und Bars bestanden Einschränkungen bis 30. November.[17][18]

### Jahr 2022
- Nachdem die täglichen Neuinfektionszahlen im Dezember 2021 sich überwiegend im einstelligen und im Januar überwiegend im zweistelligen Zahlenbereich befanden, stiegen sie im Februar erneut stark an. Der vorläufige Höchstwert wurde mit 736 neuen Fällen am 20. Februar erreicht.[19] Da es sich überwiegend um sogenannte Omikron-Fälle handelte, waren keine öffentlichen Einschränkungen geplant.[20] Ab April waren Neuinfektionen deutlich rückläufig und befanden sich, mit Ausnahme der Monate August und Dezember, im einstelligen Zahlenbereich.

## Auswirkungen auf das öffentliche Leben

### Jahr 2020
- Der Publikumsverkehr in der deutschen Botschaft Phnom Penh war vorübergehend eingestellt.
- Die kambodschanische Regierung hat angeordnet, dass ab dem 16. März sämtliche Schulen, und ab dem 18. März alle Museen, Kinos, Theater, Fitnessclubs und Schwimmbäder, Bars, Nachtclubs und KTVs (Karaokebars) geschlossen bleiben müssen. Ab dem 4. Juli können KTVs für einen geregelten Restaurantbetrieb öffnen.[21]
- Veranstaltungen, auch religiöser Art in den Wats, Tempeln und Pagoden, sind abgesagt.
- Der öffentliche Busverkehr und der Betrieb des Wassertaxis in Phnom Penh sind eingestellt.
- Vom 1. April bis zum 4. Juli waren landesweit sämtliche Glücksspielcasinos geschlossen.[22]
- Im Zuge der kambodschanischen Neujahrsfeierlichkeiten am 14., 15. und 16. April waren private Fahrten Provinz- und Distriktgrenzen überschreitend vom 9. April bis einschließlich 16. April nicht erlaubt. Ausgenommen von dieser Regelung waren Fahrten zwischen der Provinz Kandal und der Hauptstadt Phnom Penh.

Beobachtungen zeigen zudem:
Stand April
- Messungen der Hauttemperatur und Handdesinfektionen werden an Eingängen von Einkaufszentren und beim Betreten größerer Gebäude vorgenommen.
- Viele Restaurants und einige Hotels sind mangels Kundschaft geschlossen.
- Eine Schutzmaske benutzt in öffentlicher Umgebung in etwa die Hälfte aller Personen.
- Beim Betreten einiger öffentlicher Einrichtungen wird man aufgefordert eine Schutzmaske zu verwenden.
- Der Straßenverkehr hat sich nahezu halbiert im Vergleich zu vor Corona-Ausbruch.

Stand Juli
- Der Straßenverkehr hat inzwischen das Vor-Corona-Niveau angenommen.
- Museen, Fitnessclubs und Schwimmbäder, Bars und Nachtclubs sind inzwischen geöffnet.

### Jahr 2021

#### Ausbruchswelle vom 20. Februar
Nachdem zuvor die täglichen Neuinfektionszahlen auf niedrigem Niveau (7-Tage-Mittelwert bei zirka 1) stagnierten, begann am 20. Februar ein Corona-Ausbruch, bekannt unter dem Namen February 20 Community incident oder The fallout from the February 20 Community Event.
Die Ursache dieses Ausbruchs war auf vier unter Quarantäne gestellte Personen aus dem Hotel Sokha zurückzuführen, die in den Tagen vor dem 20. Februar durch Bestechung von Sicherheitskräften entkommen waren und Kontakt zu mehreren Personen hatten. Zwei von ihnen wurden positiv auf das Virus getestet.
Infolgedessen wurden viele Einrichtungen geschlossen und das öffentliche Leben weitgehend heruntergefahren. Trotz aller getroffenen Maßnahmen sind die Neuinfektionen (7-Tage-Mittelwert bei aktuell 84) kontinuierlich ansteigend (Stand 29. März).
Am 1. April wurde für Phnom Penh eine nächtliche Ausgangssperre (curfew) von 20:00 bis 5:00 Uhr für zunächst 14 Tage verhängt, im Verlauf auf weitere Provinzen ausgedehnt und bis 28. April verlängert, und inzwischen durch Einteilung in Zonen neu geregelt.
Seit 6. April waren Fahrten Provinzgrenzen überschreitend für 14 Tage untersagt. Ausgenommen waren Fahrten zwischen Phnom Penh und der angrenzenden Provinz Kandal (bis 14. April).
Die Maßnahme wurde zunächst bis 28. April verlängert, am 25. April jedoch vorzeitig beendet.

#### Black Fridayvom 9. April
Bei Tests wurden an einem einzigen Tag, in den Medien als Black Friday beschrieben, in Phnom Penh 576 Personen positiv auf das Coronavirus getestet, mehr als die gesamte Anzahl im Jahr 2020. Die meisten von ihnen sind Arbeiter und Angestellte einer Bekleidungsfabrik.
Die Zahl stieg bis zum Abend auf 631 Fälle an.

Im Zuge dessen wurden verschiedene Stadtteile komplett abgeriegelt und zunächst bis 23. April in den Lockdown versetzt. Am Folgetag wurden 477 neue Fälle bestätigt. Der 7-Tage-Mittelwert stieg auf 199.

Am 14. April wurde der Lockdown auf ganz Phnom Penh und Ta Khmau, die angrenzende Hauptstadt der Provinz Kandal, bis zum 28. April ausgedehnt,
und später bis einschl. 5. Mai verlängert.
Im Verlauf kam es zu Panikeinkäufen der Bevölkerung von Lebensmittel, da eine inoffizielle Information über den bevorstehenden Lockdown veröffentlicht wurde, in der keine Details zum Ablauf bekannt gegeben wurden. Später wurde verlautbart, dass Einkäufe von zwei Personen dreimal pro Woche erlaubt sind.

#### Einteilung in Zonen
Am 19. April wurde der Lockdown in drei Stadtteile von Phnom Penh verschärft und als so genannte Red Zones ausgewiesen. Alle Bewohner dürfen ihre Wohnung nicht verlassen, selbst Lebensmitteleinkäufe sind untersagt. Es findet eine Belieferung wichtiger Nahrungsmittel statt.

Die Einteilung von Phnom Penh und Kandal in Zonen wurde am 27. April erweitert und zunächst bis 19. Mai verlängert. Zusätzlich zu den Red Zones wurden Orange Zones (oder Dark Yellow Zones) und Yellow Zones eingeführt.

Dort sind, je nach Einteilung, unterschiedlich stark ausgeprägte Beschränkung angeordnet, unter anderem eine nächtliche Ausgangssperre in allen Zonen von 20:00 bis 5:00 Uhr, die ab 5. Mai auf 3:00 Uhr reduziert wurde.

Am 20. Mai wurden die roten Zonen in Phnom Penh durch orange und gelbe Zonen ersetzt und diese zunächst bis 27. Mai verlängert.

Seit 22. Mai ist in den gelben Zonen die nächtliche Ausgangssperre und das Alkoholverkaufsverbot aufgehoben, Restaurants haben die Erlaubnis zu öffnen.
Seit 10. Juli wird zur Kennzeichnung von Risikobezirke auch ein 3-Punkte-Bewertungssystem verwendet.

#### Maßnahmenpaket vom 29. Juli
Aufgrund anhaltend hoher Infektionszahlen wurde von der Regierung ein Bündel von Maßnahmen (restrictions) beschlossen, zunächst gültig bis 12. August, dann bis 26. August, 9. September, 23. September, 7. Oktober, 14. Oktober, 28. Oktober und nochmals bis 11. November verlängert, jedoch am 1. November vorzeitig beendet:
- Nächtliches Ausgangssperre von 21:00 bis 3:00 Uhr in allen Provinzhauptstädten und Phnom Penh (gültig bis 19. August, ab 12. August von 22:00 bis 3:00 Uhr).
- Restaurants ist nur ein Außerhausverkauf gestattet (gültig bis 3. August).[55][56]
- Verbot von Ausschank und Verkauf alkoholischer Getränke (bis 14. Oktober).
- Alle Einrichtungen mit erhöhtem Ansteckungsrisiko müssen geschlossen bleiben.
- Für alle Provinzen mit Landesgrenze zu Thailand und der Provinz Siem Reap gilt ein Lockdown, Ein- und Ausreisen sind nicht erlaubt (bis 30. September).
- Versammlungen mit mehr als 10 Personen ist nicht erlaubt (zuvor 15, ab 12. August wieder 15, ab 14. Oktober 50 Personen).
- Konsum von Alkohol in Gruppen ist untersagt.

Beobachtungen zeigen zudem:
- Seit Ende September sind Casinos geöffnet, Bars ist ein eingeschränkter Betrieb (keine Außenbeleuchtung, leise Musik, geringe Anzahl von Personen) gestattet.
- Seit Anfang Oktober werden alkoholische Getränke angeboten, auch in Supermärkten, jedoch nicht überall.
- Die angeordneten Restriktionen, gültig vom 15. bis 28. Oktober, wurden zunächst praktisch ignoriert. Aktuell wird jedoch wieder stärker auf Einhaltung der Maßnahmen gedrängt und kontrolliert, trotz sehr geringer Neuinfektionszahlen. Die Akzeptanz in der Bevölkerung schwindet allerdings, insbesondere auch vor dem Hintergrund der Aussage des Premierministers Hun Sen vom 8. Oktober:

„If the situation remains as it is for the next 10 to 15 day (post Pchum Ben) then I think it is time to reopen the economy, and society, across all sectors under the new normal concept. (Wenn die Situation in den nächsten 10 bis 15 Tagen (nach Pchum Ben [religiöse Feiertage]) so bleibt, ist es meiner Meinung nach an der Zeit, die Wirtschaft und Gesellschaft über alle Sektoren hinweg im Rahmen des neuen Normalkonzepts wieder zu öffnen.“

- Bars sind nach erfolgten Polizeikontrollen ab 23. Oktober offiziell wieder geschlossen, die wenigsten halten sich daran.
- Sämtliche Restriktionen wurden am 1. November vorzeitig beendet. Tatsächlich bestehen jedoch Einreisebeschränkungen und Covid-19 Infektionsschutzregeln gelten. Für Clubs und Karaoke-Bars bestanden Einschränkungen bis 30. November.[17][18]

### Jahr 2022
- Seit 26. April entfällt die Maskenpflicht in öffentlichen Bereichen.[57]

Beobachtungen zeigen zudem:
- Ende April fanden wieder erste öffentliche Musikfestivals statt.

## Impfprogramm

### Jahr 2021
Zur Eindämmung der Corona-Infektionen wurde ein nationales Impfprogramm beschlossen. Im Zeitraum vom 10. Februar bis 11. April wurden zirka eine Million Impfungen mit Impfstoffen von Sinopharm (China) und AstraZeneca (Indien) durchgeführt. Geplant sind zirka eine Million Impfungen pro Monat, für alle, kostenlos, auch für Ausländer.
Stand 27. Juni hat Kambodscha insgesamt über 10 Millionen Impfstoffdosen erhalten:
- 6,5 Millionen Dosen Sinovac
- 3,2 Millionen Dosen Sinopharm
- 324.000 Dosen AstraZeneca / SII (COVISHIELD)

#### Impfquote
Stand 1. Juni erhielten bereits 2,5 Millionen Personen ihre Erstimpfung.
Stand 19. August liegt die Impfquote in Kambodscha bei 58,68 %, d. h. circa 9,4 Mio. von 16 Mio. Personen wurden bereits geimpft.
Stand 20. September erhielten bereits 12 049 739 Personen eine Impfung. Das entspricht einer Impfquote von fast 77 %.
Stand 30. September liegt die Impfquote in der Altersgruppe der über 18-Jährigen bei 99 %.

#### Impfkarten

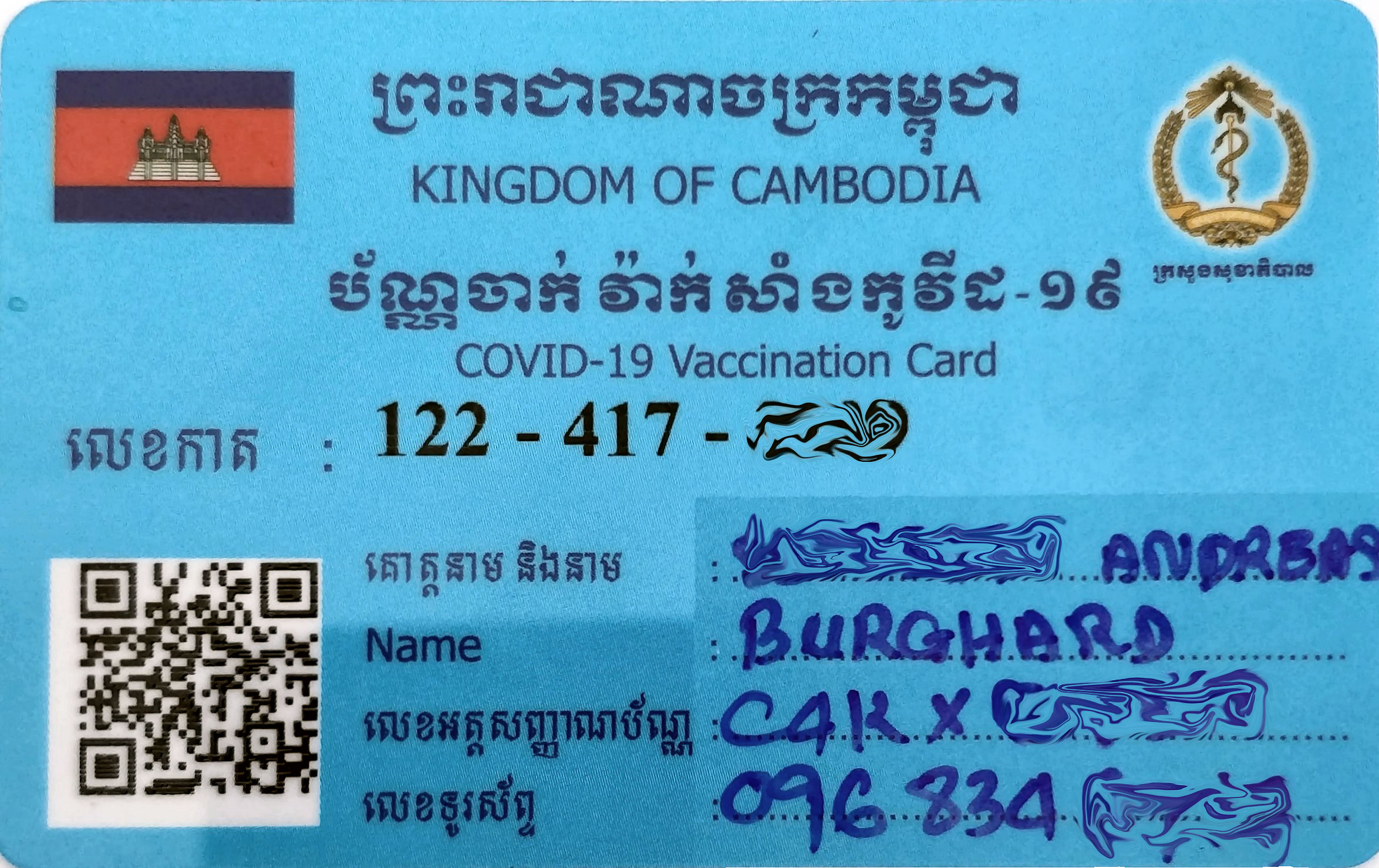
Impfkarte Kambodscha (Vorderseite)

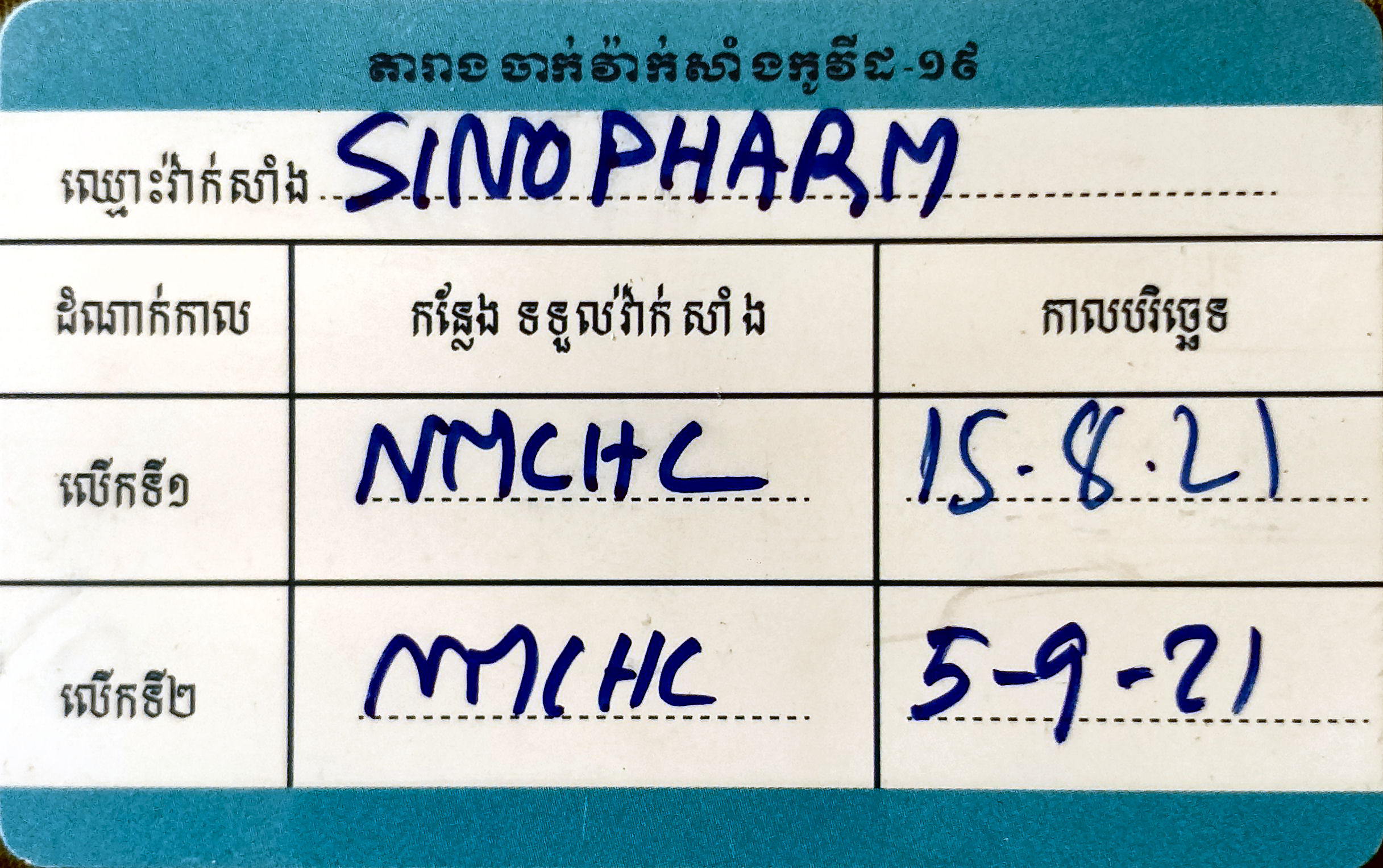
Impfkarte Kambodscha (Rückseite)

Als Impfnachweis werden personalisierte Impfkarten (Vaccination Cards) ausgestellt. Vermerkt sind auf der Vorderseite:
- Registrierungsnummer
- Name
- Nummer des Ausweisdokuments
- Telefonnummer

Über einen QR-Code gelangt man zu einer Website des Gesundheitsministeriums wo nach Eingabe der Registrierungsnummer oder der Nummer des Ausweisdokuments und des Geburtsdatums personalisierte Daten angezeigt werden, u. a. auch ein Porträtphoto.
Die Rückseite enthält Angaben zum Impfstoff-, -ort- und -datum.
Zum Betreten von Räumlichkeiten, einschließlich Schulen, Märkte und Geschäftslokale wird ein Vorzeigen verlangt.

### Jahr 2022
Aufgrund stark angestiegener Fallzahlen im Februar empfahl das Gesundheitsministerium Dritt- und Viertimpfungen als Boosterimpfung vorzunehmen. Ab April waren Neuinfektionen deutlich rückläufig und befanden sich, mit Ausnahme der Monate August und Dezember, im einstelligen Zahlenbereich.

## Stop Covid QR Code System

### Funktionsweise
An Eingängen von öffentlich zugänglichen Einrichtungen, Geschäften und Gebäuden sind QR-Codes (StopCOVID QR Vaccine) angebracht. Diese können von jedem über eine Applikation des Gesundheitsministeriums selbst generiert werden, es muss nur Name und Standort der jeweiligen Einrichtung eingegeben werden.
Vor Betreten eines Gebäudes oder Geschäfts ist es erforderlich den QR-Code mit seinem Smartphone zu erfassen. Angezeigt werden daraufhin aktuelles Datum und Uhrzeit, ein Porträtfoto und Datum der bereits erhaltenen Covid-19-Impfungen des Anwenders. Diese Angaben wurden zuvor, im Zuge der Impfung, aufgenommen und in einer Datenbank des Gesundheitsministeriums gespeichert. Das für die Einlasskontrolle zuständige Personal kann somit den Impfstatus der jeweiligen Person erkennen. Nur geimpfte Person haben Zutritt.
Das System trägt auch dazu bei an Covid-19 erkrankte Personen und deren mögliche Kontaktpersonen aufzufinden.

### Digitaler Innovationspreis
Das kambodschanische Ministerium für Post und Telekommunikation gab am 30. Oktober 2021 bekannt, dass Kambodschas Stop Covid QR Code System den Digital Innovation Award der Internationalen Fernmeldeunion (ITU) gewonnen hat.
Laut einer Erklärung des Ministeriums erhielt das vom Ministerium für Post und Telekommunikation organisierte QR-Code-System den Global South Covid-19 Digital Innovation Challenge Award der ITU und des Büros der Vereinten Nationen für South–South cooperation (UNOSSC), zuständig für Telekommunikation und Digitaltechnik.

„This is the first time that the Kingdom of Cambodia has won a world-class award in the field of telecommunications and digital technology. It is a great success which is a testament to the fact that Cambodia, a developing country, has sufficient capacity to develop digital applications which are internationally recognised, (Dies ist das erste Mal, dass das Königreich Kambodscha eine Weltklasse-Auszeichnung im Bereich Telekommunikation und Digitaltechnologie gewonnen hat. Es ist ein großer Erfolg, der zeigt, dass Kambodscha als Entwicklungsland über ausreichende Kapazitäten verfügt, um international anerkannte digitale Anwendungen zu entwickeln,)“

sagte das Ministerium.
Mit dieser Auszeichnung erhält Kambodscha 20.000 US-Dollar zur Erweiterung des Systems und wurde zu einem von der Internationalen Fernmeldeunion organisierten Schulungsprogramm eingeladen, um das Wissen und die Erfahrungen des Königreichs mit anderen Ländern zu teilen. An dem Programm nehmen 250 Institutionen weltweit teil, Kambodscha wird durch das Ministerium für Post und Telekommunikation vertreten. Institutionen, Organisationen, Unternehmen und Bürger in Kambodscha verwenden den QR-Code, um die Verbreitung von Covid-19 zu verhindern.

## Infos zu Schutzmaßnahmen

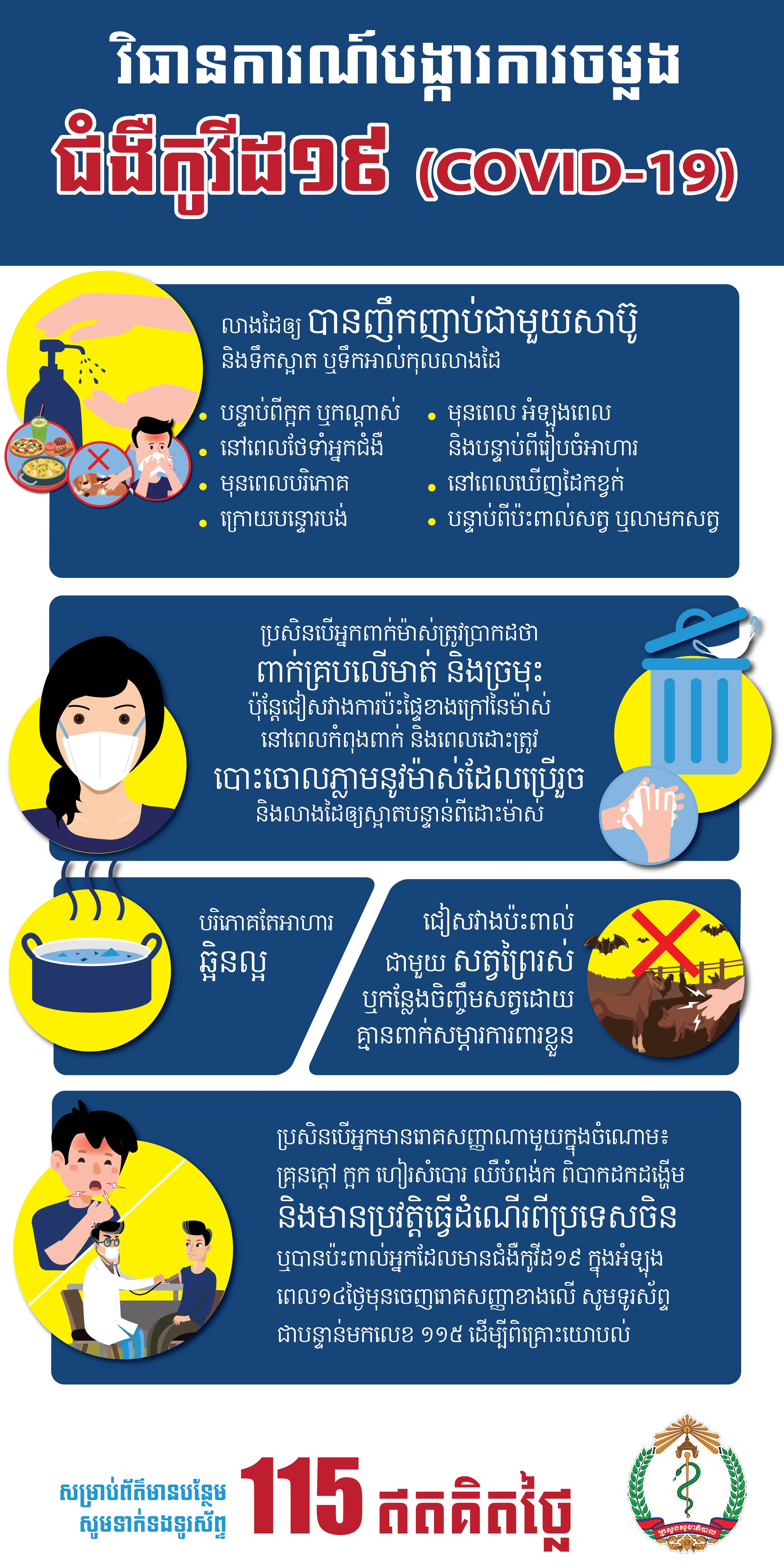
Aufklärungsplakat in kambodschanischer Sprache

Mancherorts sieht man bebilderte Aufklärungsplakate mit Hinweisen zum Schutz vor Covid-19-Erkrankung:
- Schutzmaske nur an den Gummibändern berühren
- Beim Husten oder Niesen die Schutzmaske nicht abnehmen und nicht die Hand benutzen
- Tasten für Aufzüge mit dem Ellenbogen bedienen
- Türen mit dem Arm betätigen und Türgriffe nicht berühren
- Zwei Meter Abstand voneinander halten
- Handläufe von Treppen nicht benutzen
- Essen nur eigener Portionen
- Nur gekochte Speisen verzehren

Des Weiteren:
- Im Innenstadtbereich waren polizeiliche Lautsprecherdurchsagen zu hören, in denen aufgefordert wurde, sich an die Schutzmaßnahmen zu halten.
- Bei Telefonanrufen sind als Freizeichenton Hinweise zu Covid-19 zu hören.
- Im Fernsehen (Hang Meas TV) ist ein Covid-19-Pandemie Musikvideo mit dem Titel „ កម្ពុជារឹងមាំ - តារាចម្រៀងហង្សមាស “ (Kambodscha sei stark) zu sehen. Die Ausstrahlung erscheint täglich und wiederholt.[70]

## Reisebeschränkungen
- Seit dem 14. März 2020 bestanden umfangreiche Einreisebeschränkungen, insbesondere für Reisende aus Frankreich, Deutschland, Italien und Spanien.[71]
- Seit dem 11. Juni 2020 müssen Ausländer bei Einreise eine Kaution in Höhe von 3.000 USD hinterlegen, die inzwischen auf 2.000 USD gesenkt wurde, und sich für 14 Tage in ein Quarantänehotel begeben. Visa on arrival, e-Visa und Touristvisa werden z. Z. nicht erteilt.[72]
- Vom 29. April bis 6. August 2021 war die Einreise aus Indien untersagt.[73]
- Ab 18. Oktober 2021 treten neue Einreisebestimmungen in Kraft. Unter anderem wird der Quarantäneaufenthalt für Einreisende von 14 auf 7 Tage verkürzt.[74]
- Ab 15. November 2021 besteht für vollständig geimpfte Einreisende keine Quarantänepflicht. Bei Einreise erfolgt lediglich ein Schnelltest.[75]
- Am 18. März 2022 hat Kambodscha als erstes Land in Südostasien die Anforderungen für den PCR-Test vor der Reise und den Antigen-Schnelltest bei der Ankunft für vollständig geimpfte Reisende aufgehoben. Darüber hinaus gab das Ministerium bekannt, dass das Visa on Arrival (VOA)-System für alle Reisenden, die auf dem Land-, Wasser- und Luftweg nach Kambodscha einreisen, wieder eingeführt wurde.[76]

## Die Odyssee des KreuzfahrtschiffsWesterdam
Nach einer fast zweiwöchigen Irrfahrt hatte das Kreuzfahrtschiff Westerdam des Kreuzfahrtunternehmens Holland-America Line, mit 1455 Passagieren und 802 Crew-Mitgliedern an Bord, am 12. Februar 2020 von der kambodschanischen Regierung die Erlaubnis erhalten, den Hafen von Sihanoukville anzusteuern, und konnte tags darauf 2,5 km vor dem Hafen ankern.

Das Schiff startete am 1. Februar in Hongkong und sollte auf der geplanten Route Häfen in Taiwan, Thailand, Singapur, den Philippinen und dem US-Außengebiet Guam anlaufen, und seine Reise am 15. Februar in Japan (Yokohama) beenden. Von diesen Ländern wurde das Schiff jedoch nach und nach abgewiesen, nur Taiwan gab der Westerdam dann doch Erlaubnis, in einen Hafen einzulaufen, um Vorräte aufzufrischen.

Zunächst wurden 20 Personen an Bord als Verdachtsfälle eingestuft, bei späteren Untersuchungen wurden weder Verdachtsfälle noch diagnostizierte Fälle von Covid-19 an Bord festgestellt.